# Болгарский барак
Болгарский барак (болг. български барак) — жесткошёрстная охотничья порода собак, выведенная в Болгарии.

## История породы
Болгарский барак — древняя порода. История её выведения точно не известна. Считается, что булгары привели с собой на Балканы собак, которые по описанию похожи на современного барака. Позже свой вклад в развитие породы внесли охотничьи собаки османских завоевателей.
Болгарский барак не признан Международной кинологической федерацией. Стандарт породы, разработанный Болгарской кинологической федерацией, относит его к секции 1.2 «средние гончие» 6-й группы «Гончие и родственные породы».

## Внешний вид
Болгарский барак — гончая среднего роста. У него сильное, сбалансированное тело удлинённого формата.
Цвет шерсти — жёлто-рыжий разных оттенков, от соломенного до тёмно-рыжего. Цвет может быть однотонным либо комбинироваться с серым или серо-чёрным седлом. Допустимы также белые пятна в определённых местах.

## Темперамент
У барака уравновешенная нервная система, он предан хозяину и недоверчив к посторонним. Характер живой, сильный охотничий инстинкт.

## Использование
Болгарский барак — гончая, которая используется для охоты на мелкую и крупную дичь. У него хорошо развито обоняние и чувство ориентации.